# Деревинні пластики

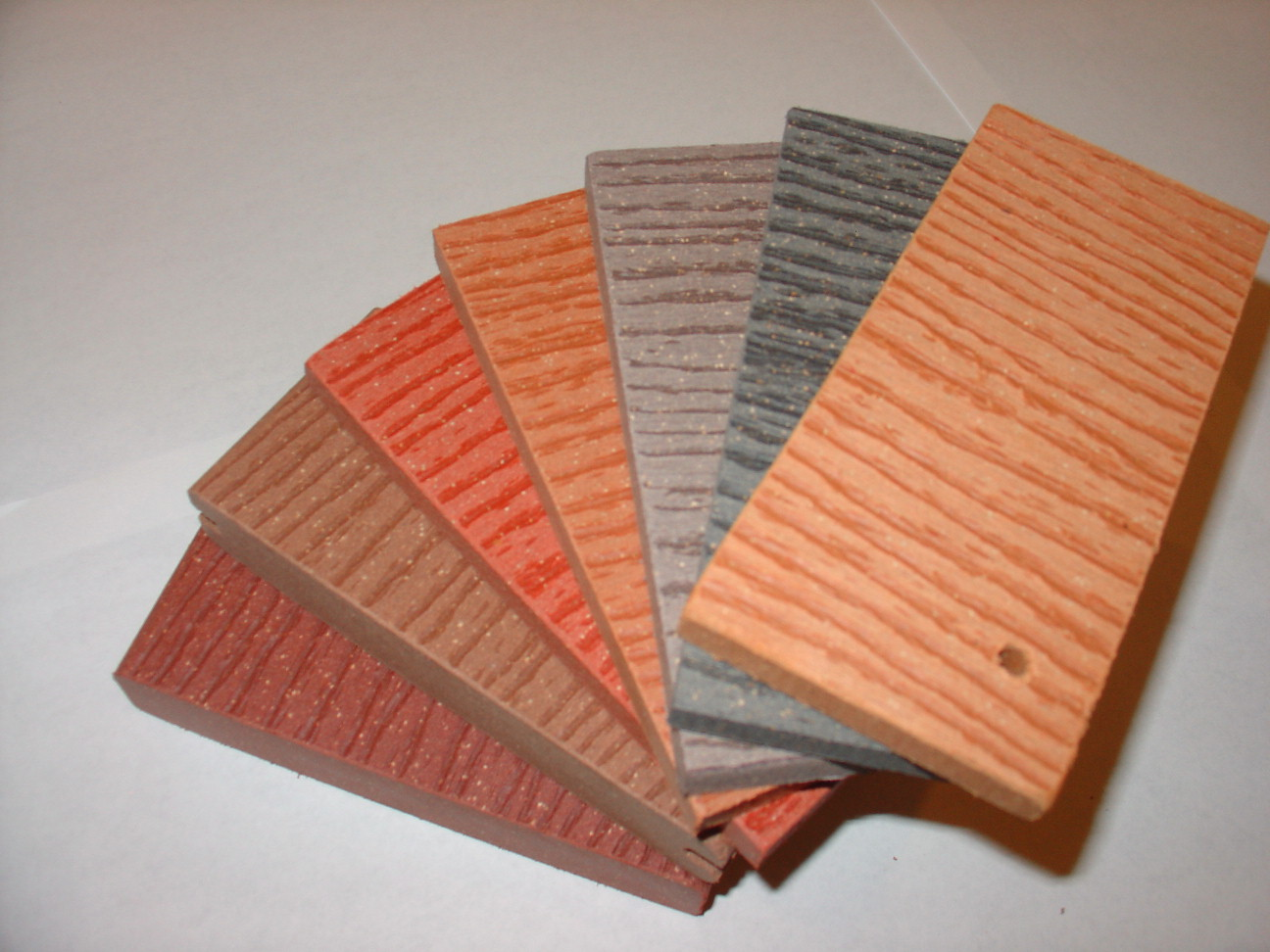
Зразки композитної інженерної дошки

Деревинні пластики — пластифіковані деревинні матеріали, одержувані комплексною механічною, термічною та хімічною обробкою сировини (лущеного шпону, подрібненої деревини тощо). Деревинні пластики поділяють на деревинношаруваті пластики та деревиннопластичні маси.
Деревинні пластики характеризуються значною механічною міцністю, вологостійкістю, добрими електроізоляційними властивостями та ін. Їх використовують як конструкційний, електроізоляційний, стіновий та виробний матеріал у машино- й суднобудуванні, електротехніці, будівництві тощо.

## Деревинношаруваті пластики
Деревинношаруваті пластики (напр., лігнофоль, дельта-деревину) виготовляють у вигляді плит із шпону, який просочують синтетичними смолами, підсушують, складають у пакети і пресують під тиском 10-17,5 МПа при т-рі 120–150° С. Довжина плит 700-5600, ширина 800–1200, товщина 1-60 мм. Плити зміцнюють сталевими сітками, фольгою, прогумованою тканиною тощо.

## Деревиннопластичні маси
Деревиннопластичні маси (профільні вироби — втулки, підшипники, зубчасті колеса, плиткові матеріали — паркетні плитки та ін.) виготовляють у прес-формах з подрібненої деревини, просоченої синтетичними смолами.